# ヨウジウオ
ヨウジウオ（楊枝魚、学名：Syngnathus schlegeli）は、ヨウジウオ科に属する魚。アマモ場でよく見られる底魚である。特殊な薬効成分を持つことから、中国の伝統医学で最も有名かつ高価な材料の一つとして知られている。

## 分類と名称
1856年にドイツの博物学者であるヨハン・ヤーコプ・カウプによって、日本と中国をタイプ産地として記載された。種小名は本種に関する記述を残したヘルマン・シュレーゲルへの献名。

## 分布と生息地
北西太平洋、ウラジオストク近郊、トンキン湾南部に分布する。日本沿岸で広く分布し、浅いアマモなどの海草藻場に生息する。日本では北海道から九州南部および瀬戸内海など、南西諸島を除くほぼ全域で見られる。日本以外では朝鮮半島や中国沿岸に分布する。5-10月の繁殖期に海草藻場で発生し、冬から早春にかけては、水温の暖かい沖合の深海に留まる。地理的分布は幅広く、多様な気候条件と微小な生息地を含む。

## 形態
体は細長く、吻は管状で長く、末端に口がある。他のヨウジウオ類と同様に、歯は無く、吻の先端に顎がある。管状の硬い吻は、特殊な神経頭蓋骨から成る。幼魚の標準体長は5.5-14.7cmで、成魚では13.3-27.7cmである。体色は主に茶色で、淡い模様がある。タツノオトシゴ属と比較すると、多くのヨウジウオ類の吻は比較的長く狭い。非常に小さな背鰭と胸鰭を持ち、これを素早く羽ばたかせて前進し、頭を使って方向転換する。遊泳力のある大きな尾鰭が無いため、背鰭と胸鰭によって体を制御する。泳ぎが苦手なため、主に浅瀬の海藻や海草の中に生息する。その形状と色によって周囲の植物に溶け込み、天敵と獲物の目を欺く。尾鰭は扇子のような形をしており、海草に尾鰭や細長い体を巻き付けている時がある。

## 生態

### 摂食
最も速く獲物を捕らえる魚類の一つである。視覚で獲物を見つけ、水中を活発に泳ぎ回って獲物を探す。獲物を選ぶ際は追跡の容易さを重視し、獲物の色や、小さな群れを探す。ヨウジウオは泳ぎが遅く、獲物に逃げられると追いつくことが出来ない為、獲物を驚かせないように、ゆっくりと接近する必要がある。体液の乱れを抑える特殊な頭部構造を発達させており、獲物に発見される可能性を低減している。吻部を獲物からわずか数mmの距離にまで近づけ、頭を体から離して素早く口を動かすことで獲物を捕らえる。この爆発的な頭の回転により、一定の体勢を保つことができる。吻部が長いほど、より遠くの獲物を捕らえることが出来る。吻の形態は捕獲できる獲物のサイズを決定する。幼魚は小型の獲物のみを食べることが出来るため、獲物の種類は少ないが、成魚になるとより幅広い獲物を食べることができるようになる。肉食魚であり、カイアシ類や端脚類などの小型甲殻類、魚、魚卵、動物プランクトンを捕食する。

### 繁殖
タツノオトシゴ属と同様、雄が出産する魚として有名である。雌は繁殖期に、雄の育児嚢に800 - 1000個ほどの卵を産み付ける。繁殖期は5-10月まで、6ヶ月以上続く。ヨウジウオ属の他種も同様に長い繁殖期を持つ。卵は育児嚢の中で成長し、育児嚢は性成熟とともに発達する。育児期間は14-28日で、幼魚は育児嚢から出ると、自由生活を始める。魚の幼魚としては珍しく、生まれたばかりであっても完全に発達した捕食能力を備えている。一夫多妻制であり、雌の繁殖率は雄よりも高いため、雌は複数の雄と順番に交尾する。交尾が終わると、雄のみが卵を世話する。

## 人との関わり
国際自然保護連合のレッドリストでは、低危険種とされている。タツノオトシゴ属など、同科の他の種ほど広く研究されてはいないが、依然として人間の活動による脅威に直面している。海草藻場、サンゴ礁、マングローブなどに依存しており、外洋の生息地では繁殖できない。ヨウジウオの生息する沿岸生息地は、開発、汚染、気候変動の影響にさらされている。また、混獲される可能性もある。沿岸生息地を保護するための保全活動が行われており、その一つに海洋保護区の設置が含まれる。海洋保護区により、ヨウジウオは自然の生息地で繁殖し続けることができる。本種については更なる研究が必要であり、生態系における本種の役割や、個体群動態をよく理解する必要がある。
体が細長く肉が少ない事に加え、体表も骨も硬いため、食用としての価値はない。風変わりな姿で、水族館などで飼育されたり、熱帯魚屋にペット用として出回ることもある。